# سیدنی سام
سیدنی سام (آلمانی: Sidney Sam؛ زاده ۳۱ ژانویهٔ ۱۹۸۸) یک بازیکن فوتبال اهل آلمان است.